# 2014 FIFA World Cup (videojuego)
2014 FIFA World Cup es el videojuego oficial de la Copa Mundial de Fútbol de 2014, disputada en Brasil. Es el octavo juego con licencia oficial de la FIFA y el quinto que apareció bajo la marca EA Sports. Está dentro de la serie FIFA World Cup. Fue desarrollado por EA Canada para PlayStation 3 y Xbox 360. Se había anunciado en febrero de 2014 y salió a la venta el 15 de abril en América del Norte, el 17 de abril en Europa y Australia, y el 24 de abril en Japón.
Cuenta con las 203 selecciones que participaron en la clasificación para la Copa Mundial de Fútbol de 2014, así como los doce estadios oficiales del torneo, más once recintos de otras partes del Mundo y diecinueve entrenadores licenciados. Añade cinco cambios a la jugabilidad con respecto al FIFA 14, y un nuevo modo de juego en comparación con el 2010 FIFA World Cup.
EA Sports publicó el 4 de abril la demo para PlayStation 3 e hizo lo mismo el 8 de abril para Xbox 360. Cuenta con el Estadio Maracaná, la Arena da Amazônia y ocho selecciones jugables: Brasil, Australia, Costa de Marfil, Estados Unidos, Inglaterra, Japón, México y Nueva Zelanda.

## Jugabilidad
Se añadieron cinco principales cambios a la jugabilidad con respecto al FIFA 14. El sistema de control de la pelota fue mejorado, permitiendo a los jugadores girar más rápido y superar con mayor facilidad a sus adversarios cuando están corriendo con el balón. Además, se añadieron movimientos —según EA sports— inspirados en el estilo de juego brasilero; y animaciones para dar una mayor sensación de realismo.
Los jugadores del equipo controlado por un jugador que no poseen la pelota están constantemente en movimiento, buscando espacios. El jugador puede dirigir a ciertos futbolistas de su escuadra para que piquen, se mantengan en el área o mantengan una posición defensiva.
Otro cambio añadido por EA Canada fue en los cabezazos. Un jugador que posee salto mayor que otro, intentará superar a este en altura para poder cabecear y no como sucedía en entregas anteriores, que el futbolista posicionado delante era el único que podía golpear la pelota cuando ésta venía por el aire.
Se añadieron también nuevas mecánicas y animaciones en los penales, así como la posibilidad de hacerle señas al pateador con el portero a modo de distraerlo. Por último, en un trabajo en conjunto con Adidas, la física del balón fue trabajada para ser lo más realista posible.

## Modos de juego
En comparación con su antecesor, un solo modo de juego fue introducido, «Camino a Río de Janeiro». Los modos de juego son los siguientes:
- Camino a la Copa Mundial de la FIFA: Es posible escoger cualquiera de las 203 selecciones que participaron en el proceso clasificatorio y disputar todas las rondas necesarias hasta alcanzar la fase final. Se agregaron datos específicos de cada país y animaciones con festejos en más de 15 lugares reales del Mundo para añadir realismo.

- Camino a Río de Janeiro: Basado en el modo temporadas del FIFA, es un modo en línea que cuenta con divisiones representadas por los estadios oficiales de la Copa del Mundo. Así, un jugador puede ascender, descender o permanecer en la ciudad en la que se encuentra dependiendo de sus resultados en una serie de partidos.

- Capitanea tu país: El jugador puede crear un futbolista o elegir uno ya existente, que según el juego acaba de salir de una lesión, y utilizarlo para lograr, primero, clasificar al Mundial y luego intentar ganarlo, Este modo imita al modo JUEGA PRO de las entregas comunes.

- Historia de las finales: Una hora luego de que cada partido del máximo torneo mundial finalice, se publicara una serie de desafíos basados en cómo se desenvolvió el encuentro. Así, el objetivo puede ser convertir una determinada cantidad de goles, mantener un resultado o convertir sobre el final para lograr una victoria.

- Copa Mundial de la FIFA 2014: Ya sea en línea u offline, se puede jugar en la Copa Mundial de Fútbol de 2014 con alguna de las 32 selecciones clasificadas, en el modo offline; o con cualquier país del juego en el en línea, y tratar de obtener el trofeo consagrándose campeón.

- Historia de clasificación: Como en cada juego de la serie, EA sports crea desafíos basados en ciertos partidos, que tuvieron repercusión durante las eliminatorias. Existen más de 60 partidos, que cuentan con tres desafíos cada uno, los cuales el jugador debe cumplir para acumular puntos y desbloquear nuevos desafíos.

- Otros modos: Como en el FIFA, existe la posibilidad de jugar amistosos en línea u offline; además de 50 juegos de habilidad divididos en cuatro niveles, bronce, plata, oro y desafío de habilidad.

## Equipos
Las 203 selecciones internacionales que formaron parte de las eliminatorias están presentes en el juego. Los equipos de Bután, Brunéi, Guam, Mauricio, Mauritania y Sudán del Sur no formaron parte de la clasificación y por ende no son incluidos. Las Bahamas, por su parte, se retiró de la clasificación de la Concacaf, cuando debía afrontar la segunda ronda, pero al haber jugado la primera ronda de la clasificatoria, fue incluido en el juego.
- Las selecciones en negrita son las clasificadas al Mundial.
- Las selecciones en cursiva son las que tienen camiseta licenciada en el juego.

### África (CAF)
| - Angola - Argelia - Benín - Botsuana - Burkina Faso - Burundi - Cabo Verde - Camerún - Chad - Comoras - Congo - Costa de Marfil - Egipto - Eritrea - Etiopía - Gabón - Gambia - Ghana - Guinea - Guinea-Bisáu - Guinea Ecuatorial - Kenia - Lesoto - Liberia - Libia - Madagascar | - Malaui - Malí - Marruecos - Mozambique - Namibia - Níger - Nigeria - República Centroafricana - República Democrática del Congo - Ruanda - Santo Tomé y Príncipe - Senegal - Seychelles - Sierra Leona - Somalia - Suazilandia - Sudáfrica - Sudán - Tanzania - Togo - Túnez - Uganda - Yibuti - Zambia - Zimbabwe |

### Asia (AFC)
| - Afganistán - Arabia Saudita - Australia - Baréin - Bangladés - Camboya - Qatar - China - China Taipéi - Corea del Norte - Corea del Sur - Emiratos Árabes Unidos - Filipinas - Hong Kong - India - Indonesia - Irak - Irán - Japón - Jordania - Kuwait - Kirguistán | - Laos - Líbano - Macao - Maldivas - Malasia - Mongolia - Myanmar - Nepal - Omán - Pakistán - Palestina - Singapur - Siria - Sri Lanka - Tailandia - Tayikistán - Timor Oriental - Turkmenistán - Uzbekistán - Vietnam - Yemen |

### Europa (UEFA)
| - Albania - Alemania - Andorra - Armenia - Austria - Azerbaiyán - Bélgica - Bielorrusia - Bosnia y Herzegovina - Bulgaria - Chipre - Croacia - Dinamarca - Escocia - Eslovaquia - Eslovenia - España - Estonia - Finlandia - Francia - Gales - Georgia - Grecia - Hungría - Inglaterra - Irlanda - Irlanda del Norte | - Islandia - Islas Feroe - Israel - Italia - Kazajistán - Letonia - Liechtenstein - Lituania - Luxemburgo - Macedonia - Malta - Moldavia - Montenegro - Noruega - Países Bajos - Polonia - Portugal - República Checa - Rumania - Rusia - San Marino - Serbia - Suecia - Suiza - Turquía - Ucrania |

### Norte, Centroamérica y el Caribe (Concacaf)
| - Anguila - Antigua y Barbuda - Aruba - Bahamas - Barbados - Belice - Bermudas - Canadá - Costa Rica - Cuba - Curazao - Dominica - El Salvador - Estados Unidos - Granada - Guatemala - Guyana - Haití | - Honduras - Islas Caimán - Islas Turcas y Caicos - Islas Vírgenes Británicas - Islas Vírgenes Estadounidenses - Jamaica - México - Montserrat - Nicaragua - Panamá - Puerto Rico - República Dominicana - San Cristóbal y Nieves - San Vicente y las Granadinas - Santa Lucía - Surinam - Trinidad y Tobago |

### Sudamérica (Conmebol)
| - Argentina - Bolivia - Brasil - Chile - Colombia - Ecuador - Paraguay - Perú - Uruguay - Venezuela |

### Oceanía (OFC)
| - Fiyi - Islas Cook - Islas Salomón - Nueva Caledonia - Nueva Zelanda - Papúa Nueva Guinea | - Samoa - Samoa Americana - Tahití - Tonga - Vanuatu |